# Равано далле Карчери

Негропонт на карте Южной Греции

Равано далле Карчери (Ravano dalle Carceri) (ум. 1216) — правитель Эвбеи (Негропонта) с 1205.
Североитальянский дворянин, представитель знатного рода, брат епископа Мантуи Арриго далле Карчери и подеста Вероны Ронделло далле Карчери.
Участник Четвёртого крестового похода в составе венецианского отряда. Летом 1204 вместе с Марко Санудо был послан к Бонифацию Монферратскому для урегулирования его конфликта с императором Латинской империи Балдуином. Договорился о покупке Венецией острова Крит.
В августе 1205 года в качестве феода получил от Жака д'Авена треть острова Эвбея (северную часть). В других двух третях сеньорами стали веронец Пеккораро де Пеккорари и мантуанец Джиберто да Верона. Первый из них вскоре вернулся в Италию, второй умер в 1209 году, и Равано далле Карчери стал владельцем всего острова. Чтобы упрочить свои позиции в этом качестве, признал себя вассалом Венеции.
Около 1210 года начал жить с некоей Изабеллой, которая в то время была замужем. После смерти её супруга получил от папы Иннокентия III разрешение на брак, оно датировано 25 мая 1212 года. Единственный ребёнок — дочь Берта, была замужем за Микеле Морозини.
Равано далле Карчери умер в 1216 году. После его смерти венецианский бальи Эвбеи разделил наследство на 3 части, правителями которых стали:
- вдова Равано далле Карчери Изабелла и дочь Берта (центральная часть);
- его племянники Мерино и Риццардо (северная часть);
- Гульельмо и Альберто, сыновья вышеупомянутого Джиберто да Верона (южная часть).

Через какое-то время по неизвестной причине и при невыясненных обстоятельствах вдова и дочь Равано далле Карчери лишились своих владений на Эвбее, их часть острова разделили другие триархи. Позднее (в 1256 году) его зять Микеле Морозини с помощью князя Ахайи Гильома де Виллардуэна вернул себе и жене  1/3 часть Эвбеи как наследственное владение.